# IC 2750
IC 2750 је спирална галаксија у сазвјежђу Лав која се налази на листи објеката дубоког неба у Индекс каталогу.
Деклинација објекта је + 9° 39' 30" а ректасцензија 11h 21m 50,7s. Привидна величина (магнитуда) објекта IC 2750 износи 15,7 а фотографска магнитуда 16,5.